# 萨尔通河
萨尔通河（法語：Sarthon，法語發音：[saʁtɔ̃]）是法国奥恩省与马耶讷省的河流，是萨尔特河的右支流，长25千米，发源自圣塞纳里勒热雷，于圣塞纳里勒热雷和圣埃利耶莱布瓦流入萨尔特河。